# Gluphisia normalis
Gluphisia normalis är en fjärilsart som beskrevs av Dyar 1904. Gluphisia normalis ingår i släktet Gluphisia och familjen tandspinnare. Inga underarter finns listade i Catalogue of Life.